# 2013
- Wikisource

| Calendário gregoriano                                                        | 2013 MMXIII                          |
| Ab urbe condita                                                              | 2766                                 |
| Calendário arménio                                                           | 1463 – 1464                          |
| Calendário bahá'í                                                            | 169 – 170                            |
| Calendário budista                                                           | 2557                                 |
| Calendário chinês                                                            | 4709 – 4710 Início a 10 de fevereiro |
| Calendário copta                                                             | 1729 – 1730                          |
| Calendário etíope                                                            | 2005 – 2006                          |
| Calendários hindus - Vikram Samvat - Calendário nacional indiano - Cáli Iuga | 2068 – 2069 1934 – 1935 5113 – 5114  |
| Calendário Holoceno                                                          | 12013                                |
| Calendário islâmico                                                          | 1434 – 1436                          |
| Calendário judaico                                                           | 5773 – 5774 Início a 5 de setembro   |
| Calendário persa                                                             | 1391 – 1392 Início a 21 de março     |
| Calendário rúnico                                                            | 2263                                 |
| Calendário solar tailandês                                                   | 2556                                 |

2013 (MMXIII, na numeração romana) foi um ano comum do século XXI que começou numa terça-feira, segundo o calendário gregoriano. A sua letra dominical foi F. A terça-feira de Carnaval ocorreu a 12 de fevereiro e o domingo de Páscoa a 31 de março. Segundo o horóscopo chinês, foi o ano da Serpente, começando a 10 de fevereiro.

| Evento                                                   | Data            | Hora  |
| -------------------------------------------------------- | --------------- | ----- |
| Aquário                                                  | 19 de janeiro   | 21:52 |
| Peixes                                                   | 18 de fevereiro | 12:02 |
| primavera no hemisfério norte e outono no hemisfério sul |                 |       |
| Carneiro/equinócio                                       | 20 de março     | 11:02 |
| Touro                                                    | 19 de abril     | 22:04 |
| Gémeos                                                   | 20 de maio      | 21:10 |
| verão no hemisfério norte e inverno no hemisfério Sul    |                 |       |
| Caranguejo/solstício                                     | 21 de junho     | 05:04 |
| Leão                                                     | 22 de julho     | 15:57 |
| Virgem                                                   | 22 de agosto    | 23:02 |
| Outono no Hemisfério Norte e Primavera no Hemisfério Sul |                 |       |
| Balança/equinócio                                        | 22 de setembro  | 20:45 |
| Escorpião                                                | 23 de outubro   | 06:10 |
| Sagitário                                                | 22 de novembro  | 03:49 |
| inverno no hemisfério norte e verão no hemisfério sul    |                 |       |
| Capricórnio/solstício                                    | 21 de dezembro  | 17:11 |

| UTC: Portugal Continental, Madeira, Guiné-Bissau e São Tomé e Príncipe Subtrair (-): 1 h nos Açores e Cabo Verde 2 h nas Ilhas oceânicas brasileiras 3 h em Brasília, em Goiás, na Amazônia Oriental Brasileira e no nordeste, sudeste e sul brasileiros 4 h na Amazônia Ocidental Brasileira, Mato Grosso e Mato Grosso do Sul 5 h no Acre e sudoeste do Amazonas Adicionar (+): 1 h em Angola e Guiné Equatorial 2 h em Moçambique 8 h em Macau 9 h em Timor-Leste. |
| Adicionar uma hora durante a vigência do horário de verão: Portugal Continental : De 31 de março a 27 de outubro de 2013 |

| Ano completo                       |
| ---------------------------------- |
| Ano comum com início à terça-feira |

2013 foi o primeiro a compreender quatro dígitos diferentes desde 1987. Foi marcado pela abdicação do Papa Bento XVI e a escolha do primeiro papa latino-americano, o argentino Jorge Mario Bergoglio, que adotou o nome Francisco. O ano foi marcado também pela denúncia de espionagem feitas por Edward Snowden a alguns veículos de comunicação onde acusa o governo dos EUA e do Reino Unido de vigiar e espionar ilegalmente através de meios eletrônicos governos e empresas de vários países, gerando indignação ao redor do mundo. Pelo mundo destaca-se uma leve recuperação da economia em países como EUA, China e na Europa que há algum tempo estavam em crise, o atentado terrorista ocorrido durante a maratona de Boston, o nascimento do filho do Príncipe Guilherme, o Príncipe Jorge, um Golpe de Estado no Egito, um forte tufão nas Filipinas, que matou milhares de pessoas, e a chegada de uma sonda espacial à Lua em 37 anos, desta vez enviada pela China. Destaca-se também a morte de um ícone histórico, o sul-africano Nelson Mandela ganhador do Prêmio Nobel da Paz em 1993 e líder na luta contra o regime segregacionista do Apartheid, a morte do ator Paul Walker em um acidente de carro comovendo as pessoas e a morte do presidente da Venezuela Hugo Chávez. No Brasil, os destaques foram o incêndio na boate Kiss, a morte do músico Chorão da banda Charlie Brown Jr., a prisão dos condenados no Caso do Mensalão e os fortes protestos ocorridos em todo o país tendo como estopim a violência policial durante protestos contra a tarifa de ônibus na cidade de São Paulo.

## Eventos

### Janeiro
- 1 de janeiro — Posse dos prefeitos e vereadores eleitos nas eleições municipais brasileiras de 2012.[2]
- 4 de janeiro — Sony descontinua a consola de videogame PlayStation 2.
- 18 de janeiro — Cientistas do Reino Unido descobrem Huge-LQG, a maior estrutura jamais vista no Universo, a qual mede 1,6 bilhão * de anos-luz.
- 20 de janeiro
  - Barack Obama e Joe Biden tomam posse pela segunda vez como presidente e vice-presidente dos Estados Unidos.
- 27 de janeiro — 242 pessoas morrem em um incêndio ocorrido na boate Kiss no município de Santa Maria, no Rio Grande do Sul.[3]
- 31 de janeiro — Explosão na sede da empresa Pemex na Cidade do México deixam 37 mortos e mais de  100 feridos.[4]

### Fevereiro

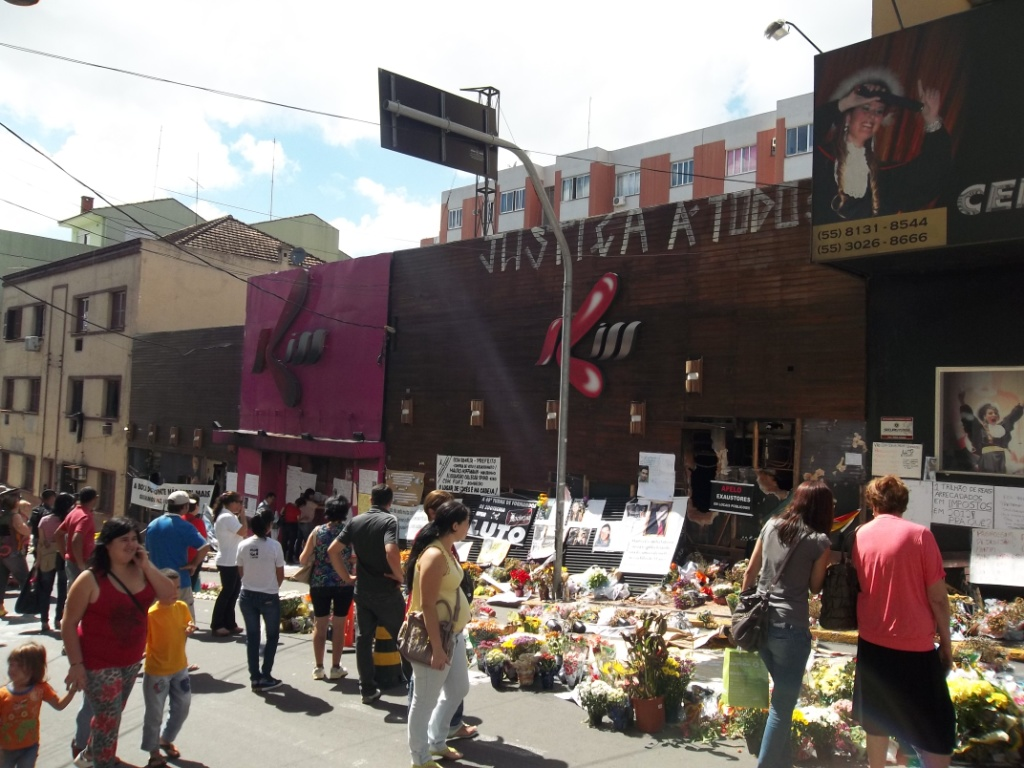
Memorial em homenagem às vítimas do Incêndio na boate Kiss

- 3 de fevereiro — Suicídio de Jadin Bell
- 12 de fevereiro — Coreia do Norte realiza o terceiro teste nuclear de sua história.[5]
- 14 de fevereiro — Oscar Pistorius é detido suspeito de ter matado sua namorada com quatro tiros.[6]
- 15 de fevereiro
  - Um meteorito cai na Rússia, deixando pelo menos 1 200 feridos.[7]
  - Asteroide 2012 DA14 passa muito próximo da Terra.[8]
- 17 de fevereiro — Rafael Correa é reeleito presidente do Equador.[9]
- 19 de fevereiro — Sony anuncia seu novo console PlayStation 4.[10]
- 24 de fevereiro — Realização da 85.ª edição dos Óscares em Los Angeles; Argo vence a categoria de melhor filme.[11]
- 28 de fevereiro — Após renunciar, chega ao fim o pontificado do Papa Bento XVI, com a renúncia torna-se Papa emérito.[12]

### Março

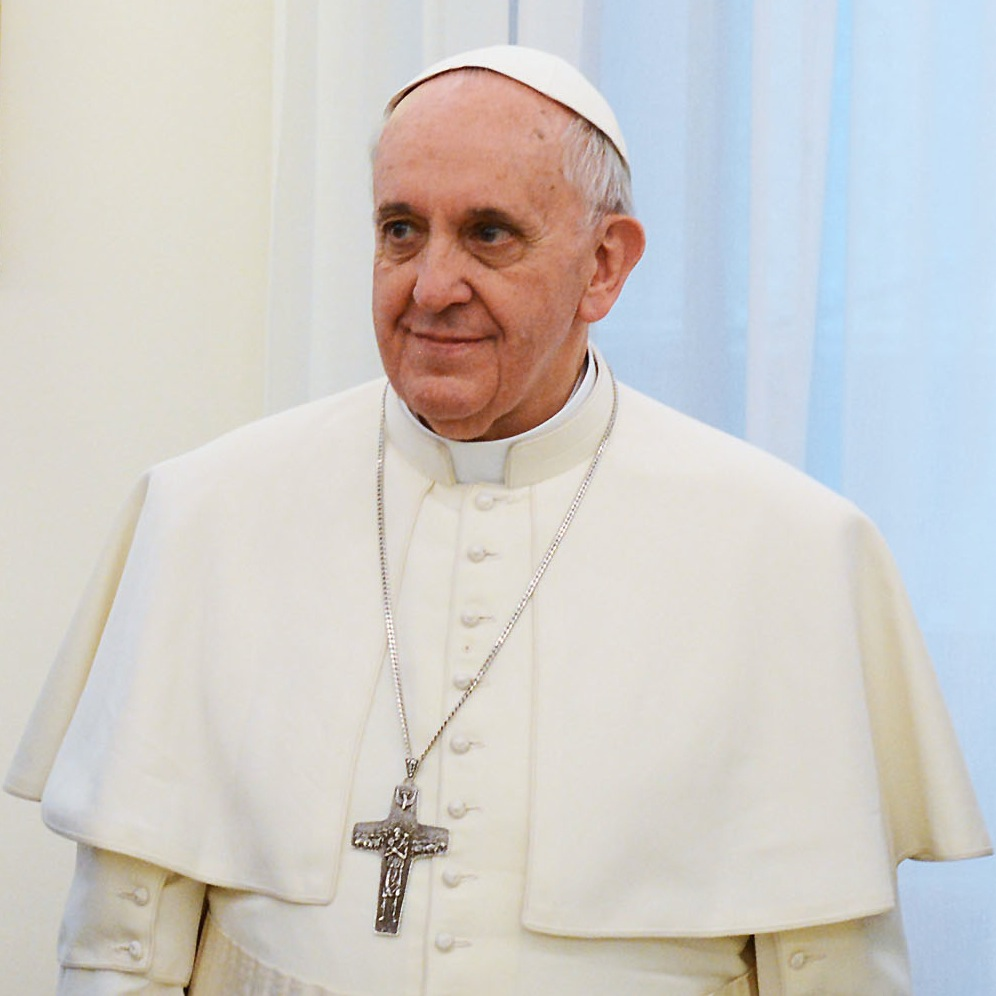
Papa Francisco

- 13 de março — O cardeal jesuíta argentino Jorge Mario Bergoglio torna-se o Papa Francisco.[13]
- 29 de março — Coreia do Norte anuncia "estado de guerra" com a Coreia do Sul e ameaça atacar os Estados Unidos e Japão.[14]

### Abril
- 4 de abril — Ocorre a primeira grande manifestação contrária ao aumento do preço das passagens de ônibus do país, reunindo milhares de pessoas em Porto Alegre. Este tipo de manifestação seria repetido por todo o país nos meses seguintes.[15]
- 15 de abril
  - Nicolás Maduro é eleito presidente da Venezuela.[16]
  - Atentado terrorista durante a Maratona de Boston nos Estados Unidos provocam 3 mortos e 176 feridos.[17]
- 16 de abril — {{ilc|nl=s|Sismo|Sismo de Saravan em 2013|Sismo de Saravan de 2013]] de magnitude 7,7 {\displaystyle M_{\mathrm {w} }} no Irã e no Paquistão provoca 35 mortos e 117 feridos.
- 18 de abril — Explosão em fábrica de fertilizantes no Texas, Estados Unidos, provoca 15 mortos e 160 a 200 feridos.
- 19 de abril — Os irmãos Tsarnaev, suspeitos do atentado terrorista durante a atentado à Maratona de Boston, são localizados. O mais velho, Tamerlan Tsarnaev, resiste à captura e é morto pela polícia, o mais novo Dzhokhar, é capturado vivo depois de quase 24 horas de perseguição em uma operação organizada pela polícia.
- 21 de abril — Horacio Cartes é eleito presidente do Paraguai.
- 30 de abril — Abdicação da rainha Beatriz dos Países Baixos.

### Maio
- 2 de maio — Pela primeira vez na história, o Vaticano tem dois pontífices, o papa emérito Bento XVI e o Papa Francisco rezavam juntos em um mosteiro e moravam próximos até o dia 31 de dezembro de 2022.
- 4 de maio — Nhá Chica é beatificada.
- 6 de maio — Três jovens são encontradas em Cleveland, Ohio, quase uma década depois de terem sido sequestradas por Ariel Castro.
- 8 de maio — O brasileiro Roberto Azevêdo é o primeiro latino-americano a ser eleito diretor geral da Organização Mundial do Comércio.
- 10 de maio — Ocorre o primeiro eclipse solar anular de 2013, visível na Austrália e no sul do Pacífico.[18]
- 12 de maio — O Papa Francisco celebra a sua primeira cerimônia de canonização de seu pontificado, canonizando freiras da América Latina.
- 14 de maio — Volta à Terra após cinco meses no espaço a equipe do astronauta Chris Hadfield, que ficou conhecido como o "astronauta pop".
- 20 de maio
  - Três turistas brasileiros morrem e 23 ficam feridos em queda de balão na Turquia.
  - Tornado mata 51 pessoas e devasta Moore, Oklahoma, Estados Unidos.
- 22 de maio — Um soldado britânico é assassinado em Londres por esfaqueamento por dois terroristas islâmicos.

### Junho
- 9 de junho — O ex-funcionário da CIA e ex-contratado da NSA ex-contratado denuncia em entrevistas aos jornais The Guardian e The Washington Post esquema de espionagem realizado pelo governo norte americano em sistemas de comunicação de todo o mundo.

- 17 de junho — Protestos em várias cidades do Brasil reúnem cerca de 250 mil pessoas em todo o país.[19]
- 20 de junho — Ocorre a primeira morte devido aos intensos protestos no Brasil, que reuniram 1,2 milhão de pessoas.
- 30 de junho — Vitória da Seleção Brasileira de Futebol na Copa das Confederações FIFA de 2013.

### Julho
- 1 de julho — A Croácia entra para a União Europeia e tornando-se o 28.º estado membro.
- Descoberto o satélite Hipocampo do planeta Netuno.
- 3 de julho
  - Golpe de Estado no Egito derruba o presidente Mohamed Morsi, sendo também suspensa a constituição.
- 6 de julho — Início da XXVII Universíada de Verão na cidade de Cazã, Federação Russa.
- 17 de julho — Fim da XXVII Universíada de Verão
- 21 de julho — Abdicação do rei Alberto II da Bélgica.
  - Uma onda de frio atinge a região sul e Sudeste do Brasil.
- 22 de julho — Chegada ao Brasil do Papa Francisco em sua primeira viagem internacional.
- 23 de julho
  - Início da XXVIII Jornada Mundial da Juventude na cidade do Rio de Janeiro.
  - Pela primeira vez em quase 40 anos neva em Curitiba.
- 24 de julho
  - Acidente de trem em Santiago de Compostela, Espanha, provoca 79 mortos.
  - O Atlético MG se sagra campeão da Copa Libertadores da América pela primeira vez.
- 28 de julho — Fim da XXVIII Jornada Mundial da Juventude.

### Agosto
- 3 de agosto — Tomada de posse do novo presidente do Irã, Hassan Rohani.
- 6 de agosto — Presidente da Amazon, Jeff Bezos, compra o Washington Post segundo jornal em importância nos Estados Unidos.
- 15 de agosto
  - Conflito político no Egito entre partidários e opositores do presidente deposto Mohamed Morsi provocam centenas de mortos e milhares feridos.
  - Horacio Cartes assume a presidência do Paraguai.
- 21 de agosto — O exército da Síria realiza uma ofensiva contra redutos de opositores do governo de Bashar al-Assad na periferia de Damasco, gerando indignação de líderes dos EUA, Reino Unido, França e outros países, por causar milhares de mortes e também pelo possível uso de armas químicas.

### Setembro
- 4 de setembro — Comissão do Senado dos Estados Unidos aprova intervenção na Síria como forma de retaliação ao governo de Bashar al-Assad por realizar alegados ataques a opositores de seu governo com armas químicas.
- 5 de setembro — Reunião do G20 na Rússia, na qual os assuntos mais debatidos foram as supostas espionagens feita por americanos em países como Brasil, México e outros e um possível ataque de forças americanas à Síria.
- 10 de setembro — Thomas Bach é eleito presidente do Comitê Olímpico Internacional.
- 13 de setembro — Início da 5.ª edição do Rock In Rio no Rio de Janeiro.
- 17 de setembro
  - Lançamento do jogo Grand Theft Auto V, para as plataformas de PlayStation 3 e Xbox 360.
  - Em uma operação muito complexa o navio Costa Concordia é verticalmente reposicionado após naufrágio e rebocado para um estaleiro para ser desmontado.
- 21 de setembro — Tiroteio e sequestro no centro comercial Westgate, no Quênia, culmina com 72 mortes.
- 22 de setembro — Angela Merkel conquista o terceiro mandato como chanceler da Alemanha.
- 25 de setembro — Dilma Rousseff faz discurso na ONU criticando as espionagens dos Estados Unidos a pessoas e empresas do Brasil; Barack Obama discursa logo em seguida.
- 26 de setembro — Conselho de Segurança das Nações Unidas chega a um acordo sobre as armas químicas na Síria.
- 27 de setembro — O presidente dos EUA Barack Obama tem contato histórico pelo telefone com o presidente do Irã, Hassan Rohani.
- 29 de setembro — Eleições autárquicas em Portugal.

### Outubro
- 1 de outubro — O governo dos EUA entra em processo de shutdown (suspensão de parte dos serviços públicos) pela primeira vez em 17 anos por não chegar a um acordo com a oposição em relação ao orçamento de 2014.
- 21 de outubro — Leilão no Rio de Janeiro do campo de Libra no pré-sal,[necessário esclarecer] vencido pelas empresas Petrobras, Shell, Total, CNPC[desambiguação necessária] e China National Offshore Oil Corporation.[20]

### Novembro
- 13 de novembro — O corpo do ex-presidente João Goulart (o Jango) é exumado e levado a Brasília com honras militares.
- 15 de novembro
  - Sony lança o seu novo console, o PlayStation 4.
- 15 de novembro — Início de onda manifestações e agitação civil de protesto contra presidente da Ucrânia Viktor Yanukovich que ficou conhecida como Euromaidan e se prolongou por três meses.
- 22 de novembro
  - Leilão eilão dos aeroportos brasileiros do Rio de Janeiro-Galeão e de Belo Horizonte-Confins.
- 29 de novembro
  - Incêndio destrói auditório do Memorial da América Latina, em São Paulo, Brasil.

### Dezembro
- 9 de dezembro — Após falha em seu lançamento, o satélite brasileiro CBERS-3 desintegra-se sobre a Antártida.
- 10 de dezembro — O funeral de Nelson Mandela em Joanesburgo, África do Sul, reúne líderes de vários países. Em gesto histórico, Barack Obama aperta a mão de Raúl Castro no funeral.
- 11 a 31 de dezembro — Chuvas fortes e enchentes provocam cerca de 30 mortos e 50 mil pessoas fora de suas casas nos estados brasileiros de Minas Gerais e Espírito Santo.
- 14 de dezembro
  - Usando uma Sonda espacial, a China consegue a primeira alunissagem controlada em 37 anos.
- 15 de dezembro — Michele Bachelet é eleita presidente do Chile.
- 22 de dezembro — Seleção Brasileira de Handebol Feminino ganha o Campeonato Mundial de Handebol Feminino.
- 29 e 30 de dezembro
  - Atentados suicidas deixam 34 mortos na Rússia.

## Prêmio Nobel
O Prêmio Nobel é uma premiação instituída por Alfred Nobel químico e industrial sueco no seu testamento. Os prémios são entregues anualmente no dia 10 de dezembro, aniversário da morte do seu criador, para as pessoas que fizeram pesquisas importantes, criaram técnicas pioneiras ou deram contribuições destacadas à sociedade.
No ano de 2013, as seguintes pessoas foram contempladas com o prêmio:
- Peter Higgs→ Reino Unido→Física
- François Englert→ Bélgica→Física
- Martin Karplus→ Estados Unidos→Química
- Arieh Warshel→ Estados Unidos→Química
- Michael Levitt→ Reino Unido→Química
- James E. Rothman→ Estados Unidos→Fisiologia ou Medicina
- Randy Schekman→ Estados Unidos→Fisiologia ou Medicina
- Thomas Südhof→ Alemanha→Fisiologia ou Medicina
- Alice Munro→ Canadá→Literatura
- Organização para a Proibição de Armas Químicas→ Países Baixos→Paz
- Eugene Fama→ Estados Unidos→Economia
- Lars Peter Hansen→ Estados Unidos→Economia
- Robert Shiller→ Estados Unidos→Economia

## Nascimentos
- 23 de janeiro — Carlos Frederico da Prússia
- 22 de julho — Jorge de Gales
- 17 de outubro — Phanchanokchon Phansang, ator tailandês.

## Mortes
- 14 de fevereiro — Fernando Lyra, ex-ministro do Brasil.
- 5 de março — Hugo Chávez, presidente da Venezuela.[22]
- 6 de março — Chorão, vocalista da banda Charlie Brown Jr.
- 8 de abril — Margaret Thatcher, ex-primeira-ministra do Reino Unido.
- 9 de agosto — Urbano Tavares Rodrigues, escritor, ensaísta e professor universitário português.
- 9 de setembro — Champignon, baixista do Charlie Brown Jr e vocalista da banda A Banca.
- 30 de novembro — Paul Walker, ator norte-americano.
- 5 de dezembro — Nelson Mandela, político e líder contra o Apartheid (n. 1918).
- 9 de dezembro — Eleanor Parker, atriz norte-americano (n. 1922).
- 14 de dezembro — Peter O'Toole, ator irlandês (n. 1932).
- 15 de dezembro — Joan Fontaine, atriz britânico-americana (n. 1917).
- 20 de dezembro — Reginaldo Rossi, cantor e compositor brasileiro.
- 31 de dezembro — James Avery, ator norte-americano.[23]

## Epacta e idade da Lua
| Epacta gregoriana | 18 (XVIII) |
| Idade da Lua      | Letra t    |

## Por tema
- 2013 no Brasil
- 2013 na ciência
- 2013 no cinema
- Desastres em 2013
- 2013 no desporto
- 2013 nos jogos eletrônicos
- 2013 na literatura
- Mortes em 2013
- 2013 na música
- 2013 em Portugal
- 2013 no teatro
- 2013 na televisão